# Ulrich (Württemberg-Neuenbürg)

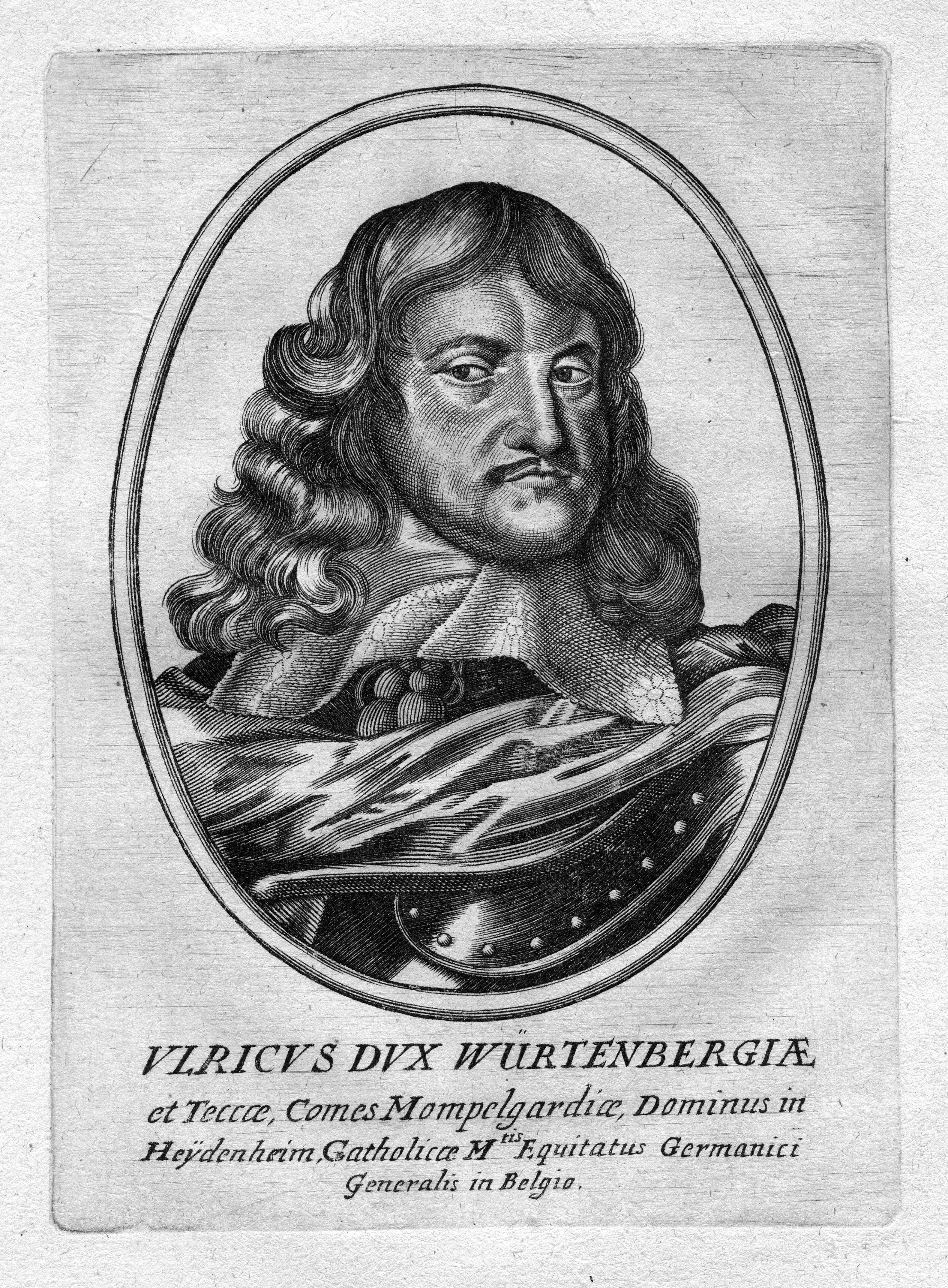
Druck unbekannter Herkunft

Ulrich, Herzog von Württemberg-Neuenbürg (* 15. Mai 1617 in Stuttgart; † 5. Dezember 1671 ebenda) war ein Offizier im Dreißigjährigen und im Französisch-Spanischen Krieg. Er gründete die zweite mit ihm bereits wieder erloschene Seitenlinie eines Herzogs von Württemberg-Neuenbürg.

## Leben
Ulrich war der vierte Sohn Johann Friedrichs, des siebten regierenden Herzogs von Württemberg, und von Barbara Sophia von Brandenburg. Ulrichs Taufe vollzog sich am 14. Juli 1617 im Rahmen der Hochzeitsfeier seines Onkels Ludwig Friedrich von Württemberg-Mömpelgard mit Elisabeth Magdalena von Hessen-Darmstadt. Als Ulrichs Vater 1628 starb, wurde sein älterer Bruder Eberhard III. der nachfolgende regierende Herzog von Württemberg.
1630 begann Ulrich mit seinen Brüdern eine Kavalierstour durch Frankreich und verbrachte danach die Jahre von 1632 bis 1634 bei seiner Mutter in Kirchheim unter Teck. Nach der für die Protestanten am 6. September 1634 verlorenen Schlacht bei Nördlingen war er wie der übrige württembergische Hof gezwungen, sich nach Straßburg abzusetzen, wo er vier Jahre abwartete, ehe er 1638 nach Stuttgart ins durch die kaiserlichen Truppen verwüstete Württemberg zurückkehrte. Wegen der Fortdauer des Dreißigjährigen Kriegs entschloss er sich für eine militärische Laufbahn. Von 1639 bis 1640 stand er im Sold der Republik Venedig und kämpfte in Italien. Nach einer Reise über Frankfurt, die ihn 1643 nach Dänemark führte, trat er 1644 als Rittmeister im Regiment Werth in den Dienst des Kurfürstentums Bayern. 1645 wurde er zum Obristen eines eigenen Regiments ernannt und konnte 1645 in der Schlacht bei Jankau den Kommandanten des bayerischen Kontingents, General Johann von Werth, vor der Gefangenschaft durch die Schweden bewahren. Des Weiteren beteiligte er sich für Bayern 1645 an der Schlacht von Alerheim und ab 1647 im Rang eines Generalwachtmeisters 1648 in der Schlacht bei Zusmarshausen am letzten großen Waffengang des Dreißigjährigen Kriegs auf deutschem Boden. 1648 geriet er bei Straubing kurzzeitig in schwedische Gefangenschaft, aus der ihn der Kaiser freikaufte. 
Mit dem Friedensschluss von Westfalen, in dem auch die volle Restitution Württembergs erfolgte, kehrte Ulrich in seine Heimat zurück und einigte sich mit seinem Bruder Eberhard III. auf einen Erbvergleich. Ulrich erhielt neben einer Apanage das Schloss Neuenbürg als Residenz für sich selbst und seine Erben, allerdings ohne die Landeshoheit zu erlangen. Damit wurde er zum Begründer der zweiten Seitenlinie Württemberg-Neuenbürg, die jedoch bereits mit ihm selbst wieder ausstarb.
Seine Residenz in Neuenbürg konnte er indessen wenig nutzen, da er nach dem Dreißigjährigen Krieg in spanische Dienste gewechselt war und von 1649 bis 1657 als General der deutschsprachigen Truppen in den Spanischen Niederlanden weitere Kriegseinsätze gegen Frankreich führte. 1658 wechselte er die Front und wurde französischer Generalleutnant. Nach dem Pyrenäenfrieden von 1659 bot sich ihm erst wieder 1664 die Möglichkeit für einen kurzen Kriegseinsatz, diesmal im Dienste des Kaisers Leopold im Krieg gegen die Türken. 1666 wurde ihm in Dänemark der Elefanten-Orden verliehen, jedoch keine dauerhafte Perspektive für einen militärischen Posten in Aussicht gestellt. Da er in seinen letzten Jahren durch zunehmende Krankheiten gezeichnet war, darunter ein Augenleiden, welches ihn die Sehkraft kostete, zerschlugen sich Pläne über einen möglichen Eintritt als General in die Reichsarmee durch seinen Tod Ende des Jahres 1671. 

## Familie
Am 10. Oktober 1647 heiratete Ulrich in Stuttgart Gräfin Sophia Dorothea von Solms (* 9. September 1622 auf Schloss Laubach; † 13. September 1648 in Vilsbiburg). Sie war die Tochter von Graf Heinrich von Solms-Sonnenwalde und Maria Magdalena geb. Gräfin von Oettingen-Oettingen. Seine Gemahlin begleitete ihn auf seinen Feldzügen und brachte am 12. September 1648 eine Tochter zur Welt. Die Mutter starb tags darauf an den Folgen der Geburt, das Kind zwei Tage nach der Mutter. 
Herzog Ulrich heiratete erneut 1651 in Brüssel Prinzessin Isabella von Arenberg-Barbençon (* 1623 in Barbençon; † 17. August 1678 in Paris) und konvertierte für sie zum Katholizismus. Prinzessin Isabella war die Tochter von Albert de Ligne-Arenberg, Herzog und Fürst von Barbençon (* 1600; † 1674 in Madrid) und Marie geb. Gräfin von Barbençon (* 1602; † 1675). 1652 schenkte Isabella Herzog Ulrich die Tochter Maria Anna Ignacia (* 1652 in Brüssel; † 1693 in Lyon). Eine am 15. Oktober 1653 geborene zweite Tochter verstarb früh. Die Ehe mit seiner zweiten Frau Isabella verlief für Herzog Ulrich unglücklich, so dass er sich von ihr schließlich trennte, ohne sich jedoch je offiziell scheiden zu lassen. Seine Frau zog mit der Tochter nach Paris. 1657 trat Herzog Ulrich wieder zum evangelischen Glauben über.